# 第2機動隊群
第2機動隊群（だい2きどうたいぐん、ドイツ語：Einsatzflottille 2、略称：EF 1）は、ドイツ連邦海軍における艦隊（隊群）の一つで、指揮階梯は旅団級に相当する。艦隊司令部の隷下にある。

## 概要
第2機動隊群は2006年6月29日に艦隊における駆逐艦隊を再編成して新編される。本隊群は艦隊が保有する最も大型の戦闘艦を配備し、これを直接支援する補助艦艇部隊を集約する。

## 部隊編成
第2機動隊群司令の下で以下のような編成をとっている。
- 第2フリゲート戦隊　在ヴィルヘルムスハーフェン、ザクセン級フリゲート×3隻とブランデンブルク級フリゲート×4隻が配属。
- 第4フリゲート戦隊　在ヴィルヘルムスハーフェン、ブレーメン級フリゲート×8隻が配属。
- 補助艦艇戦隊　在ヴィルヘルムスハーフェン
- ヴィルヘルムスハーフェン海軍基地団

## 歴代司令
| 代 | 氏名                                                          | 着任          | 離任          |
| -- | ------------------------------------------------------------- | ------------- | ------------- |
| 1  | ハンス＝ヨッヘン・ヴィタワー海軍准将 de:Hans-Jochen Witthauer | 2006年6月29日 | 2006年9月30日 |
| 2  | カール・ヴィルヘルム・バロウ海軍准将 Karl Wilhelm Bollow      | 2006年10月1日 | 2009年9月30日 |
| 3  | トルステン・ケーラー海軍准将 Thorsten Kähler                  | 2009年10月1日 |               |

## 作戦
第2機動隊群は以前の駆逐艦隊隷下での運用と同様に国外での作戦に投入される。また本隊群はドイツによる貢献を実施するため第1常設NATO海洋グループ（SNMG 1）と第2常設NATO海洋グループ（SNMG 2）に参加している。隊群司令はドイツ連邦政府単体や多国籍連合海軍作戦でのドイツ連邦軍派出指揮官として提供され、連邦軍出動指揮司令部の指揮を受けて任務を支援される。
| 作戦名                                        | 開始       | 終了 | 海域                   | EF 2からの参加艦艇                           | 備考                                                                |
| --------------------------------------------- | ---------- | ---- | ---------------------- | -------------------------------------------- | ------------------------------------------------------------------- |
| アクティブ・エンデバー作戦                    | 2001年11月 | -    | 地中海                 | フリゲート、補給艦、戦闘支援艦艇、派遣司令部 | 通常はSNMG部隊を通じて派遣される                                    |
| 不朽の自由作戦                                | 2002年1月  | -    | アフリカの角、アデン湾 | フリゲート、戦闘支援艦艇、派遣司令部         |                                                                     |
| 国際連合レバノン暫定駐留軍海上任務部隊（MTF） | 2006年10月 | -    | 東部地中海             | フリゲート、戦闘支援艦艇、出動司令部         | 2007年3月から9月まで、第2機動隊群司令バロウ海軍准将が指揮官を務める |
| アタランタ作戦                                | 2008年12月 | -    | アフリカの角、アデン湾 | フリゲート                                   |                                                                     |